# タッチの登場人物
タッチの登場人物（タッチのとうじょうじんぶつ）では、あだち充原作の漫画『タッチ』およびアニメ化作品・実写映画化作品に登場する架空の人物について扱う。
担当声優は、特別記載がない限りはテレビアニメ版の声優。

## 主な登場人物
●はMIXにも登場する。
上杉 達也（うえすぎ たつや）
声 - 三ツ矢雄二（幼少時代 - 小宮和枝）
演 -  岡本健一（ドラマ）、坂上忍（ミュージカル初演・再演）、山本陽一（ミュージカル再演）、斉藤祥太（映画）、渋谷龍生（映画・少年時）
本作の主人公。和也の双子の兄。
上杉 和也（うえすぎ かずや）
声 - 難波圭一（幼少時代 - 深見理佳）
演 - 岡本健一（ドラマ）、坂上忍（ミュージカル初演・再演）、山本陽一（ミュージカル再演）、斉藤慶太（映画）、渋谷樹生（映画・少年時）
序盤におけるもう一人の主人公格。達也の双子の弟。1968年6月16日生まれで双子座のAB型。
世評では「天才」とされ、また、才能・実力にも恵まれたが、本物の天才である兄・達也とは対照的で、ひたむきな努力家で負けず嫌い。達也曰く、才能と努力では無敵の弟。性格は何事にも慎重で気を使い過ぎるほど使う。優しい性格だが、内に秘めた情熱や意志は強く、こと野球に関してはストイックで妥協を許さず、自分にも他人にも厳しい。
のんきでいい加減な両親からは「孝行息子」ともてはやされる反面、甘えずに嬉しがらせるのが難しかった点では手がかかったという。達也曰く、寂しがり屋。
髪型以外は達也と全く見分けがつかないが、常に表情が引き締まっており二枚目とされる。成績優秀、スポーツ万能で野球部のエースでもあるため非常にモテる。原作では「僕」「俺」の一人称を場面によって使い分けており、やや「俺」の使用頻度が高いが、アニメ版では「僕」の使用頻度が高い。クラシック音楽が好き。
小学生時代に南が抱いた「母校が甲子園に行く」という夢を叶えるために野球部に入り、日夜練習に励み優れたピッチャーとなる。明青学園中等部1年生時点から、野球部のエースとして幾度も野球部を勝利に導いており、高等部進学前から当時野球部の中心的存在だった黒木から注目されていた。投球スタイルは直球がかなり速い上に3球とも寸分の狂いもなく同じコースに来たことから黒木に「天性のもの」と自発的にポジションを譲らせるほどで、荒削りで剛速球が持ち味の達也とも性格の違いから対照的でコントロールが良くカーブなどの変化球にも対応できた。また、中等部1年当時は、野球部員全員が和也の投球にかすりもしない状態であったが、和也の球に初めてバットを当てたのは兄の達也だった。中学3年時の草野球の試合ではまぐれとはいえホームランを打たれている。
高校進学後も、1年生ながら明青学園野球部のエースとして活躍。夏期甲子園予選準決勝では、優勝候補の筆頭、好投手・寺島を擁する西条高校に対し、寺島が大記録である完全試合目前と息詰まる投手戦の末、自ら決勝サヨナラタイムリーを打ち、チームを決勝へ導く。この試合ではチーム打率で1割以上上回る西条打線から18三振を奪っており、新田明男は2年後の達也との決勝を前にこれが和也の最高のピッチングだったと南に語っている他、西尾佐知子は「恐ろしい人」と評している。寺島はこの試合の後「1年生で甲子園制覇も夢ではない」と和也を評したが、予選決勝の朝、球場へ行く途中に子供を庇い、トラックにはねられ、病院へ搬送されるもそのまま他界。
達也が自分のために三枚目を装ったり、子供っぽく振る舞ったり、わざと南を怒らせる真似を続けていたことを理解していた。そうした達也の優しさを理解する一方で、小さい頃から南が達也のことをひそかに想い続けていることにも気づいている。達也が南と和也をくっつけようと躍起になるほど、南の気持ちが達也に傾くことに対してジェラシーを感じるようになり、次第に南に対する愛情表現がエスカレートし、甲子園予選決勝に勝ったら南の父に婚約を申し込むとまで言っていた。何かと他者に譲りがちな和也だが南のことだけは譲るつもりがなく、「アニキにも負けないよ」と宣言していた。
その死は多くの登場人物に大きな影響を与え、特に南と達也の間には暗い影として横たわることになった。また、孝太郎と達也にとってもタブーとなっている。
浅倉 南（あさくら みなみ）
声 - 日髙のり子（幼少時代 - 星野桜子）
演 - 浅倉亜季（ドラマ・ミュージカル再演）、工藤夕貴（ミュージカル初演）、長澤まさみ（映画）、奈良瞳（映画・少女時）、矢吹奈子（映画・幼少期）
本作のヒロイン。達也、和也と同じ年に生まれた幼なじみ（お隣さん）。

## 明青学園

### 野球部
● 松平 孝太郎（まつだいら こうたろう）
声 - 林家こぶ平
演 - 平塚真介（映画）
正捕手。身長178cm、体重92kg。獅子座のA型。アンコ型の体格で強肩・強打の4番バッター（1年次には6番、2年次には3番打者）だが鈍足。先輩の黒木たちの代が引退してからはキャプテンを務める。中学時代から和也とバッテリーを組んでいたが、高校1年の夏に和也が他界してからは、その後野球部に入部した達也とバッテリーを組む。
お調子者でお人好しな性格。特に南に対しては甘い。和也に対しては、単なるバッテリーを超えた親友として全幅の信頼を置いており、その死後は人一倍悲嘆に暮れていた。一方で達也に対しては中等部時代から馬が合わず、互いに「バカ兄貴」、「ブタまん」などと罵り合っていた。当初は名前をよく間違われており、達也から「エータロー」、南からも「コタロー」と間違えられることが多かった。
和也の死後、代わりとばかりに達也が黒木の意向で野球部に入部したことに真っ向から反発。達也に対し冷たい態度を取り続け、当初は喧嘩が絶えなかったが、野球部入部がきまぐれではなく本気とわかるにつれて徐々に心を開き、やがて文字通りの「相棒」となっていった。達也を呼ぶ時は当初は「上杉」であったが親交を深めるにつれ「達也」と和也と同じように名前で呼ぶようになった。須見工戦での勝利時、感極まってマウンドに駆け寄った際にはたき込みされるなど素直ではない達也からはなにかとぞんざいな扱いを受ける。
選手として注目を浴びる描写は基本的にないものの能力は高く、和也とは対照的に扱いの難しい荒れ球・速球の投手である達也に手を焼くうちに捕手として順調に成長を遂げる。明青には他に達也の球をまともに捕れるキャッチャーはおらず、吉田転校後は控え投手もいなくなったため、上杉と松平のいずれかが負傷すれば敗退が決定するという一蓮托生の状況となる。柏葉英二郎が監督代行となり南が野球部マネージャーを下ろされてからは、文字通り女房役として達也を支えていくと同時にキャプテンとして様々な問題を抱えた明青野球部を牽引。柏葉の策略でキャッチャーフライの練習中に肩を負傷した際も、達也は情けをかけることなく本気で投げ込みコールドゲームで試合を終わらせる。打撃面でも佐田商に編入した吉田からは格の違いを見せつけるように場外ホームランを放ち、決勝戦で本塁打を含む2安打2打点を記録する等の活躍を見せた。非常に鈍足なのが唯一の弱点で、そのために普通なら得点できるチャンスを逸した場面が2回もある。達也の底知れぬ実力は計りかねているところがあった。また、劇場版『3』の須見工との決勝戦の試合中、柏葉の視力の異常に気づいている描写がある。
甲子園出場を決め、目標を見失った達也から禁句である「和也とおれとどっちが好きだ？」と問われたときには激怒。だが、このことが踏ん切りとなって達也は南に告白した。亡くなった和也に対する思い入れは別格で、達也がどれほどの実力をつけても決して比べなかった。また、原田と同様に南に失恋している。
原作に登場する自宅はごく普通の一軒家だが、アニメ版独自の続編である『Miss Lonely Yesterday』では家は酒屋で、家業の関係で大学に進学しなかった設定へ改変された。家業を手伝う傍ら、恩師・西尾監督の下、母校・明青野球部のコーチも務めている。原田の前で語った肩書きは『松平酒店取締役兼明青野球部コーチ』。
アニメ版独自の続編である『Cross Road』で達也が所属していたチームには松平と同じ捕手で同じ体格の『ニックキャンディ』という選手がいて、共にオーナー宅の離れに下宿している（下記のパンチ同様、アフレコ担当は当時の林家こぶ平）。
小説版（甲子園出場から20年後の世界）では、とある高校の弱小野球部の監督に就任している。
『MIX』では過去のビデオ映像で、試合中の彼が登場。

柏葉 英二郎（かしわば えいじろう）
声 - 田中秀幸（中二時代 - 鳥海勝美）
OBであり、病気療養となった西尾の代理監督。五分刈りの頭髪に口ヒゲ、サングラス、練習中は常に竹刀とビールを手放さず、指導者というよりはヤクザやチンピラといった風体。過去のいきさつから明青野球部に恨みを持っており、「自分が果たせなかった夢」を「復讐」と位置づけ、達也ら現野球部員に過酷な練習を課す。眼に病を抱えている。部員からは「鬼監督」と呼ばれ、新体操部員からは「ヤクザ監督」と呼ばれている。原田正平の叔父と同級生だった。
上杉らが高等部3年時の春、過労で倒れた西尾の推挙により代理監督に就任。しかし実際に西尾が推挙したのは3歳年上の兄・柏葉英一郎であり、手違いでの就任であった。英一郎ばかりが優等生として親の愛情を受けている不満も手伝ってか、中学時代は不良として素行が悪かった。中学3年生のときにはワル仲間と手を切り、心を入れ替えて練習に打ち込んだ。だがこの年、英二郎が起こしたとされるバイク事故が表沙汰になった。南が原田から聞き達也に伝えた噂では、本当に事故を起こしたのは当時高3で予選大会の只中にいた英一郎で、英二郎は進んで身代わりとなったが、高校ではエースとしての才能を邪魔に思ったキャプテンの島からイジメを受けて退部に追い込まれたとされている。しかし実際は、英二郎は父に頼まれて英一郎の身代わりとなっていて、イジメの首謀者もキャプテンの島に指示を出した兄（アニメ版では兄ではなく、他の先輩から命令されたという形になっており、兄はいじめには関与していない。また、身代わりになった経緯も兄の甲子園出場のため、自ら身代わりになった）だった。また当時英二郎が親しくし思いを寄せていた女性は、現在は英一郎の妻となり娘が生まれている。そうした経緯から自暴自棄な性格となり、明青野球部に恨みを持つ。
就任後は、西尾が入院中で不在であり、就任の条件として学校側に一切の口出しをしないことを約束させていたため、「西村を竹刀で殴る」、「拷問に近いシゴキを加える」、「昼間から平然と飲酒をする」、「西尾の承認を得て新体操部と掛け持ちしていたマネージャーの浅倉を独断で退部させる」、「兄が寄贈した道具を自らの手で焼却する」、「緊張感を持たせるためのハンデと称して、選手として部内で最も劣っている佐々木を甲子園予選で先発投手に起用し、コールド負け寸前まで追い込む」など、明青野球部に対する復讐のため次第にその横暴さをエスカレートさせていく。
しかし、西村のカーブを見切ったり、達也と対戦した際には見事なバッティングやピッチングを見せるなど、現在でも野球に関しては確かな技術と才能を誇る。また部員に課した過酷な練習は、かつて自分を冷遇した野球部への復讐という目的があったものの、野球に対する情熱の屈折した表れでもあり、結果的には部員たちの飛躍的な成長を促すこととなった。部員については「今年の明青は強い。須見高を倒せるのは上杉しかいない」と一定の評価をしている他、部員達は「教え方は別として練習量は他校に引けを取らない」といっている。
アニメでは勢南との練習試合で、スタメンを上杉以外は1・2年生というオーダーを組み、レギュラー部員に交代後のポジションチェンジをしなかった。その為に、「やったこともないポジションをいきなりやれと言う方が無理」とブーイングが出たが、一部部員からは「監督の言う事も一理ある」と擁護発言がある。
準決勝で明青の快進撃に駆け付けた島や森田と再会した際に高1当時のイジメの真相が示される。兄が島にイジメの指示を出した動機は明示されていないが、英二郎は達也に対し、自分が目立とうとしているときに似たような兄弟がいると邪魔になる、そんな時には消えてもらったほうが嬉しい、甲子園に行くという夢を自分の代わりに兄弟が叶えても腹が立つだけ、などの自分が兄から受けた仕打ちをうかがわせる発言を繰り返している。高1の入部当時の英二郎は兄に良かれと持って兄の代わりに甲子園に行くつもりだった。英二郎は予選決勝戦前日に復帰した西尾から遠回しな謝罪の言葉と共に正式に決勝戦の指揮を任される。西尾は退院直後に当時のイジメを調べて真相に気づいており、英二郎が英一郎になりすましていることを島と森田が告発して解任を直訴した際もはねのけた。
病による視力の低下の進行で本人の意識が変化したことに加え、数々のしごきにも負けない部員たちの成長と確かな手応え、孝太郎ら部員たちの全幅の信頼と事情を知ってなお柏葉に期待する達也、なにより土の匂いと白球の快音により少しずつわだかまりを解き、徐々に指導者としての意識が芽生える。前述の事情も手伝い、須見工戦では失明状態にもかかわらず、選手の特徴を把握し相手の隙をつく見事な采配を終盤で見せ、勝利に導いた。
また「出来の良い弟（兄）」と「出来の悪い兄（弟）」の相克というテーマにおいては、達也のアンチテーゼともいうべき人物であり、和也に対して少々複雑な感情を抱きながらも一貫して親愛の情を持つ達也を敵視し、和也に対する達也の想いに度々負の面から問題を投げかけた。そんなやりとりもあって、皮肉なことではあるが、柏葉の内面を最もよく理解していたのは一番敵視していた達也といえる。
決勝戦後に姿を消そうとしたが、南に遭遇し目の手術を行う病院への同行を依頼、二度と姿を現さないと宣言するも、南は達也にだけそのことを知らせた。「和也」という目に見えない呪縛に囚われていた達也と明青学園ナインにとって余計なことを考える暇も与えない柏葉のシゴキは揺るぎない自信へと繋がっており、そのことへの感謝を込めて、達也から「リンゴ」と称して須見工戦のウィニングボールを手渡される。また、手術直前には達也のはからいで明青ナインからエールが送られる。その後は視力を取り戻したようで甲子園の開会式当日に退院し、甲子園に向かおうとすると思われるシーンで作中の夏は終わっている。エピローグには登場しない。
強面の風貌だが、グラウンド内に棲みついていたノラ犬には懐かれる。西村がその犬を箒で追い払おうとした際、竹刀で顔面を殴りつけた。対照的に英一郎は犬との相性が悪いと言い、敵対心を燃やすような描写がある。柏葉はそのノラ犬を「盲導犬の代わりにはならない」と評しており、柏葉の入院中は部員が代わる代わる世話をしていたらしい。
劇場版では復讐の内容が明青野球部を甲子園に連れていくという夢をかなえるためのようなシーンがいくつかある。また、アニメ版では甲子園出場が決まった時に復讐を終えたと発言している。

新田 由加（にった ゆか）
声 - 冨永み〜な
新田明男の妹。上杉ら3年生時の1年生マネージャー。初登場時は中学3年生。ポニーテールが似合う美少女ではあるが、かなり気が強く、合気道2段の心得があるためケンカも強い。生意気な態度に嫌悪感示した同級生が上級生のヤンキーを連れてシメようとした際も返り討ちのKOしている。達也に惚れており、南を恋敵として強烈なライバル心を燃やす。男子には人気があるが、人の輪を乱すことをいとわない性格のため南と違って女子からの評判はすこぶる悪く、実際に上級生ヤンキーに「モテ女が気に入らないなら浅倉から先にやれば」と言ったところ、「お前と浅倉を一緒にするな。浅倉は優しくていい子だよ」と言われている。中学時代に明青部員の前で、マネージャーになると言った際は、上杉と松平以外の部員から「代々マネージャーに恵まれている」と言われた。
当初は、『天才打者』と評され外見も端整な兄・明男にブラコンを抱き他の男たちは遊び仲間と割り切っていたが、明男がライバルと認める達也に興味を持って近づくうち、川で溺れかけていたところをランニングで通りかかった達也に助けられたことと、着替え中に覗かれた事がきっかけで恋心を抱くようになる（アニメ第45話）。兄には「須見工のスパイとして明青に入る」と言い訳をしながら、その実、上杉を慕って明青高等部に入学。野球部マネージャーとなる（この言い訳に対して兄は「ウチの監督と同じだ。嘘が下手だ」とあしらっている）。アニメでは上杉に家庭教師をしてもらいに上杉家に押し掛けて居て、上杉の両親からも歓迎されている。
柏葉が監督代行となり浅倉がマネージャーを下ろされてからは、唯一のマネージャーとして機敏に取り計らい、猛烈な柏葉のシゴキを緩和させる要領の良さも見せた。お嬢様育ちのせいか料理をしたことがなく下手。野球部合宿中に作った食事にはほとんどの部員が少し口にしただけで残し、集団脱走して「南風」で空腹を満たすという屈辱を味わう。ただ、不器用なだけでひたむきな努力家であるという一面を見せることになり、達也の言葉にほだされて手にした恋敵である南のレシピで料理を作り、「南風」が定休日だという達也の嘘でイヤイヤ食膳についた部員たちを納得させる。
キャベツとレタスの区別が出来ず、佐々木に指摘されており、アニメでは椎茸が売り切れていたので松茸を購入し、「不足分は自分で出す」と押し切っている。
上杉家に押しかけたときは、「私を返して親のいない間に浅倉と二人きりで何する気？」とまで言い、佐々木は上杉と新田が性的関係を持ってしまうのではないかと心配してついてきて外に居た。
気が強く、中学時は兄・明男以外の人物には不遜な態度で接していた。当初は達也も例外ではなかったが、明青に入学してからは一変して甘えた態度で積極的なアプローチを計っている。南に対しては達也をめぐる恋敵としてことあるごとに挑発的な態度を取っている。達也に対する想いは一途であり、打球が当たって負傷した脚の痛みを我慢して達也とのデートに赴いたこともあった。また達也が高校3年時の夏の全国高校野球選手権東京予選の決勝、兄・明男と達也の最後の勝負の際には、あまりの緊張感のため途中から勝負を直視できなくなるといった繊細な面も見せた。このような健気な一面に加えて茶目っ気もあるため、達也は少々疎ましく思いながらも憎からず思っていたようである。南にしても彼女に対しては子供っぽく意地を張ったり感情を露にすることが多く、良きケンカ友達といった様相である。
反面、男の純情を茶化すような放言があり、通り魔から由加を庇おうとして身を挺し負傷した佐々木に対し「厄介払いが出来てバンバンザイ」などと心にもないことを言って達也から叩かれそうになったり、準々決勝で無念の敗退をした西村がマウンドで大泣きしたことを嘲笑って達也にプールに突き飛ばされたりしている。
達也からは恋愛対象として相手にされていなかったが他の男子生徒たちからはモテている。野球部員では佐々木から想いを寄せられているが、達也一筋のため全く相手にはしていない。また、吉田が明青在籍時に当時中学生であった彼女に気があったような節も見受けられる。完敗して落ち込んでいる吉田を見たときにはさり気なく「ファイト」と声をかけるなど根は優しい面もある。
●佐々木（ささき）
声 - 難波克弘 / 石田彰（『Miss Lonely Yesterday』、『MIX』）
上杉らが3年のときに、1年生として野球部に入部。入部動機は人並みのキャッチボールすらできない自分を変えるため。
学級委員長で成績も優秀。眼鏡をかけており、試合中でも外さない。運動神経はほとんどないが、佐々木以外の1年生部員は柏葉の猛練習に耐えられずに退部したのに対し、佐々木は唯一残った部員である（上杉と松平は佐々木が最初に退部すると予想していた）。また部室の掃除や片付けもするが、転んで散らかしたりもしているので、やらなくていいと言われている。
甲子園予選1回戦では柏葉の命令で先発投手として登板した結果、滅多打ちにあっており（7回17失点）、柏葉曰く「誰でも打てますよ」というレベルの投手。ただし、柏葉の特訓に耐えたこともあり、甲子園出場決定後の練習で打撃投手を務めていたところ、復帰した西尾に「面白い球を投げる」と言われている。
上記の試合では背番号「18」を背負っていたがその後、食事の手伝いをしたり、後述のケガによってベンチ入りメンバーから外れ、大会途中からはスタンドで由加と観戦している。その一方で情報取集や分析に長けており、決勝戦では彼が集めたデータが柏葉による作戦伝授に繋がったが、吉田が元明青部員である事は由加に指摘されるまでは知らなかった。
上杉家に由加が押しかけたのをたまたま目撃し、二人の間になにかあるのではと見張っていた際に、由加を通り魔から庇い名誉の負傷を負う。それまで「委員長」と呼ばれ続けていたが、このときに由加から「佐々木くん」と呼ばれる。この件から恋が自分を変えてくれることを自覚し、恋にも野球にもより熱心になる。事情を聞いた達也からは根性を買われ、真剣に応援される。また、後に兄からも本心と感謝を述べられている。
社会科は苦手で由加に劣り、年号を間違える他、アニメ版では、進学校の他校を受ける予定だったが学校見学に行く際の地図が読めないことを由加に指摘され、彼女が明青に入って行く所を見て、進学校に行かないで明青に見学に行く。由加に惹かれて明青に入学。野球部も由加を追って入部する。
『MIX』では成人となって登場。原田に笑顔で声をかけるなど、かなり明るい性格になっている。相手は不明だが、娘が登場している。

西尾 茂則（にしお しげのり）
声 - 北村弘一
監督で佐知子の父親。温和で選手の希望を優先して采配を振る、好人物。
学校の好意で長く監督を続けており、10年以上前の卒業生である柏葉兄弟も教え子に当たるが、柏葉兄弟の確執や英二郎への陰湿なイジメを見抜けず、事実を知った際にはそのことを悔いている。
入院後、監督代行を兄の英一郎と勘違いして英二郎に依頼。関係者がそれに気づいた後も、余計な心労を与えまいとされてしばらく伝えられずに過ごす。真相を知ると共に退院するも、須見工との決勝戦に勝つためには英二郎のような監督が必要だとして決勝戦を託した。決勝戦の後は、英二郎が入院したのもあり監督に復職している。
上村とは同い年で、高校・大学の同期生でもある。その間、ライトのポジションを巡って熾烈な争いを繰り広げたものの、ほんのわずかな実力差でレギュラーにはなれなかったらしい。そのような経緯からライバル視しているが、監督としても勝ち星はない。上村によると、学生当時は食事前に箸を舐め回す癖があったという。また、昔は金歯があったらしい。
劇場版アニメの「3」では、決勝戦観戦のために球場に行こうと着替えている最中、入院していた病室にあったラジオ実況を聴いて初めて自身が監督を依頼したのが英二郎である事に気づくような表情を見せている。
アニメ独自の続編である『Miss Lonely Yesterday』では、達也らが卒業した後も引き続き野球部監督を務めている模様。だが原作やTVアニメに比べ、やや高齢に描かれている。
黒木 武（くろき たけし）
声 - 塩沢兼人
演 - 上原風馬（映画）
主将。和也が入部するまではエースで4番だったが、和也と対戦した際に力の差を悟り、和也の入部を待たずにサードへ転向する（打順は変更なし）。和也らが入学した当時から2年生ながらキャプテンの片桐を差し置いてチームを牽引していた（劇場版「背番号のないエース」では下記の片桐ではなく、黒木が主将）。達也については、中等部時代は「出がらし」の伝聞を信じ、達也の才能を見抜いた佐知子に疑問を呈していた。しかし和也の死後、達也が投じた驚異的な速球から和也に通じる天才性を感じ取り、ボクシング部から達也を引き抜く（実際は有名人のサイン色紙との交換トレード）。和也を欠いた決勝戦では代わりに投手として登板し、敗れたとはいえ9回4失点で完投している。
高等部からの入学で、中等部からの進学者ではない。中学時代に西尾から必死に口説かれてのものだが、その決断の陰には西尾佐知子の存在が噂されている。
原作では卒業後姿を見せないが、アニメ版では恋人の佐知子と共に決勝戦を見守っている。

西尾 佐知子（にしお さちこ）
声 - 鶴ひろみ
監督の娘でマネージャー。黒木とは恋人同士。達也の才能を見抜いており（とは言うものの当初は和也と間違えたのが発端）、達也の潜在能力を開花させるため野球部入りを熱心に口説いていた。原作では卒業後姿を見せないが、アニメ版では恋人の黒木と共に決勝戦を見守っている。
西条と明青で打率が1割も違うのに寺島とヒケを取らない和也を「恐ろしい人」と評している。
広瀬 幸男（ひろせ ゆきお）
声 - 北島淳司
達也と同学年のファースト（背番号3番）。
糸目。打順は2年次は8番、3年次は5番。長打力があり、流し打ちも得意としている好打者だが、精神的に甘いところがある。低めの変化球を打つのが得意（由加のメモでの述懐）。作中では数少ない左投げ左打ち。達也や松平が活躍した後に相手のファインプレーなどに阻まれるなど、ヒットを打つ場面は少ない。須見工との決勝戦終盤、原作では工藤から、劇場版では広瀬から相手投手に対し、狙い球を絞るようになっている。
久保田 高志（くぼた たかし）
声 - 鈴木勝美
達也と同学年のセカンド（背番号4番）。ごつい顔が特徴。打順は6番。しぶとく粘り強いバッティングが持ち味だが、正面の打球の処理に難あり。初球には絶対に手を出さず、また好きな外角はボール球でも振ってしまう癖がある。アニメ版の準々決勝ではサヨナラタイムリーを放った（原作ではサヨナラの回の先頭打者）。
長尾 光記（ながお こうき）
声 - 星野充昭
達也と同学年のサード（背番号5番）。メガネをかけている。打順は7番。由加には「さしたる特徴なし」と評された。柏葉の指示に従い、右方向への流し打ちをずっと心がけていたところ、準決勝で念願の初ホームランを放ち嬉し泣きした。それまで3安打しか放ってなかった。足が遅く、柏葉曰く「鈍足」。
名前の由来はあだちプロの長尾光記から。
中嶋 信吾（なかじま しんご）
声 - 関俊彦
達也の一学年下のショート（背番号6番）。細目。打順は9番。堅実な守備とは対照的に、打撃はあまりよくないらしい。背番号は9番。達也の三年次のスタメンで唯一の下級生レギュラー。目立ったシーンは少ないが、決勝戦終盤、柏葉の「3球目を狙え」のアドバイスを間違えて2球目を打ってしまったが、打球処理を誤った大熊のエラーを招き、後半の逆転勝利を演出する結果になる。劇場版『3』では、久保田のファーストゴロ処理を大熊が後逸している。アニメでは目の病気で退部を考えていたが、誤診だったので復帰している。
名前の由来はあだちプロの中嶋信吾から。
丸山 一夫（まるやま かずお）
声 - 西尾巧
達也と同学年でレフト（背番号7番）。出っ歯とそばかすが特徴。打順は1,2年次は9番、3年次は2番。顔に似合わず器用なバッティングを得意としている。内角の球がかなり苦手だったが、佐田商戦では内角の球からヒットを放っている。
工藤 眞民（くどう まさたみ）
声 - 久保田雅人
達也と同学年のセンター（背番号8番）。打順は1番。点目。俊足だが、先頭打者にしてはやや大振りが目立つ。落ちる変化球が苦手だったが、佐田商戦では落ちる変化球からヒットを放っている。
名前の由来はあだちプロの工藤真民から。
池田 孝行（いけだ たかゆき）
声 - 菅原淳一
達也と同学年のライト（背番号9番）。大柄。打順は8番。長打力はそこそこあるらしいが、それを見たものはほとんどいない。準決勝の声かけの際、スタメンの中で、松平からただ一人だけ名前を覚えてもらえていなかった。決勝戦では2安打1打点の活躍。
名前の由来はあだちプロの池田孝行から。
片桐（かたぎり）
声 - 佐藤正治
和也入学時のキャプテン。捕球技術も打撃力も高く、見学した松平を自信喪失させるが、捕手をするには肩が致命的に弱いため捕手は投球練習時だけで試合ではファースト。5番打者（決勝では和也不在のため3番）として活躍した。なお、原作で引退後と思われる時期に1度だけ達也のブルペン捕手を務めていたシーンがある。
相川 裕二郎
声 - 亀山助清
演 - 山崎一（映画）
部長で顧問教師。達也が3年生のときの高校野球地区予選で初登場。
野球に関して素人のため、柏葉が嫌がらせのために行う仕打ちへの適当な説明を鵜呑みに信じている。一応、勉強はしているようで、徐々に専門用語も使うようになる。
なお、劇場版では2年次（第2作）まで別の女性教師（佐知子を別キャラに置き換えたもの）が担当していた。
津川 英二（つがわ えいじ）
演 - 本田博太郎（映画）
実写映画版における監督（西尾・柏葉は実写映画版には登場しない）。
榊（さかき）
片桐と同期、2番ライト。
藤本 徹（ふじもと とおる）
黒木と同学年で和也の一年次から達也の二年次までトップバッターを務めた。センター。
大河原 学（おおがわら まなぶ）
6番ショート。
石垣 智博（いしがき ともひろ）
セカンドで3年次には2番バッター。一年次の決勝戦ではマウンドに立つ黒木に代わりサードを務め、不慣れなポジションのために決勝点となるタイムリーエラーをしてしまった。達也の二年次、勢南との試合後半では松平に打順を抜かされるが本人もそれに気づかず、松平が申し立てにより無効となる「幻の2ラン」を放つことになってしまった。
三原 修二（みはら しゅうじ）
黒木と同学年で強心臓と俊足が取り柄。和也の一年次、寺島の完全試合直前の27人目で「転がしてのエラー狙い」の代打に起用されたところ、まさかのホームランで完全試合を阻止し、寺島を打ち崩すきっかけを作った。また、決勝では7番レフトを務め、翌年からはレギュラーでライトを務めた。背番号は11→9。監督によると心臓に毛が生えていると言う。
都築（つづき）
和也が中3のときに北宮戦で怪我した和也の代わりに投手を務めたが、最終回の最後に達也がリリーフに立つ。
関口（せきぐち）
和也の一年次決勝での9番セカンド。
石田 友和（いしだ ともかず）
甲子園での背番号10番。ここから下の控えのメンバーの名前は名前は甲子園優勝時の記念皿から。
細川 賢一郎（ほそかわ けんいちろう）
背番号11番。
大橋 正広（おおはし まさひろ）
背番号12番。達也の三年次、松平が練習中にファウルフライを追ってバットケースに激突し肩を打撲した後の試合前に達也の球を何球か受けるように言われたが、まともに捕球できない有様だった。
成田 裕二（なりた ゆうじ）
背番号13番。
島 博明（しま ひろあき）
背番号14番。
浅山 重勝（あさやま しげかつ）
背番号15番。
吉田 剛（よしだ たけし）
声 - 塩屋翼→堀川亮
上杉達也に憧れ、1年途中から入部。飼い犬のブルドッグの名前も「タツヤ」と名前を変えた。自室にも達也の初戦で投げている写真を写真部からもらい、引き伸ばして飾っている。上杉のストレート、そして西村のカーブを模倣した投球を身につける。
達也の弟分的な（と言っても同学年である）好青年であったが、達也の模倣を徹底しているうちにめきめきと成長、そして新田明男との一打席勝負で新田に（打ち気がなかったとはいえ）勝利したことをきっかけに自分に自信を持つようになったことや、その際に練習試合を見に来ていた新田由加に一目ぼれし、認められたいという思いから以降の振る舞いが急変。丁寧語だった口調が荒っぽくなり、それまで「上杉君」と呼んでいたが呼び捨てにし、時には露骨に見下した態度すらとるようになった。コレについては松平から「本当に上杉に勝ったつもりでいるのか？」と指摘されている。
須見工との練習試合では二巡目までほぼ完璧に抑え、5イニング無失点。エースの座を達也から奪うべく「エース決定戦」を監督に申し込み、日程まで決定したがその矢先に両親の都合で海外へ転校し、あっけなく物語から退場する。その後弱小校の佐田商業高校に編入し、自身のワンマンで勝たせており、他のチームメイトを完全に見下している。明青の打者たちのクセを知っていることもあって二巡目まで完全試合に抑える。しかし柏葉のスパルタによって成長した明青打線に三巡目で捕えられたことで動揺してしまい打ち崩され、8回（アニメでは7回）コールド負けを喫する（原作は7回と0/3、アニメは6回と2/3を投げ共に7失点。それ以前は、1・2回戦で計4イニングを投げ無失点）。
増長は「何をやっても目立たず、憧れるだけだった自分」の劣等感から来るものであり、追い込まれたことでその元々の性根が露呈し、打ち崩されてしまった。西尾も明青在籍中から「ガラスの自信」「挫折で成長するタイプではない」と見抜いており、西村にも「俺と上杉のコピーでメッキが剥がれればただの小心者」の実力を酷評されるが、新田からは「去年の明青なら簡単にはがせるメッキではなかった」と一定の評価を受ける。完敗後に落ち込んでいたところを、密かな片思いの相手であった由加から「ファイト」と声を掛けられる。それ以後の登場はない。
アニメ版では肌色も色白から褐色へと変化する。
高野連では、引き抜きやスカウト防止のため、転校転入後1年間は公式戦に出場出来ない。イジメによる自主転校も含まれるが、親の仕事の都合による一家での引っ越しや、学区の変更、学校統廃合によるものは対象外で、彼は一家で海外移住後の帰国子女なので出場可能である。

### その他（明青）
●原田 正平（はらだ しょうへい）
声 - 銀河万丈
演 - RIKIYA（映画）
ポーカーフェイスの巨漢。達也たちの同級生であり、3年生時はボクシング部の主将。父母と、空手をしている姉の4人家族（父親はメガネを掛けてはいるものの南に一目でそれと判断されるほど瓜二つである）。また、柏葉英二郎と中学の同期であった叔父がいて、彼から聞いた確執や因縁を南に伝えている。南が野球部マネージャーになったことを知り、野球部入りを断念した達也をボクシング部へ入部させた。それが後々達也の運動能力が向上するきっかけにもなった。
無骨で強面な見た目とは裏腹に、人物に対する冷静で鋭い洞察力を持っており、主役キャラたちの理解者的存在。特に達也とはウマが合っていたようで、中学時代からよく一緒につるんでいた。達也の才能や心情を「天才という言葉は兄貴のほうにふさわしい」や「上杉達也のライバルは新田でも西村でもねぇ。双子の弟上杉和也だ」と評している。早い段階から南が達也のことを好きでいることを見抜いており、達也に（南をめぐる恋愛の）舞台に上がるよう説得もしていたが、実は和也の南への想いを知る達也が踏ん切りをつけかねていることも理解している。本人自身も密かに南に想いを寄せているが、達也・和也・南それぞれの心情をよく理解しているためか恋愛事からは一歩身を引き、姉からは「やめとけ」言われ、傍観者に徹している。新田兄妹とも知り合いだった。
その強面のためかケンカを売られることが多く、本編初期の頃は達也がそのとばっちりをよく受けていた。また新田兄妹とは明男が中学時代不良グループに入っていた頃からの知り合い。腕っ節の強さは達也や新田から「怪物」と評されるほどで、ボクシングにおいても怪我をした体で全国大会3位の強豪をK.O.するほどの豪傑。しかし酒には弱く、コップ1杯のビールで酔っ払ったことがある。その一方、中学時には友達がいない下級生を学校に行くように促したり、幼い従妹に眼前で親しらずを抜かれるところを見せて勇気を与えるなどのエピソードがある（この従妹とは、3年後の腹部の手術の際にも勇気を与えるエピソードがある）。また、自身も盲腸の手術を（本人曰く数回）受けているが、いずれも平然と受けているようで、その図太さは父親からも「スーパーマン」「ヒーロー」と評されている（本人曰く、「手術中に麻酔が切れた」のだがそれでも平然としていたようである）。
不良から助けた寺島友子から手編みの帽子を貰った時は嬉しそうで、動揺を隠せなかった（アニメ版ではその後も付き合いがある）。
高校卒業後は原作最終回で買った宝くじが当たり、3年間、チベットを中心に世界放浪の旅に出る。
アニメ版独自の続編である『Miss Lonely Yesterday』では帰国後和也を思って野球を辞めていた達也に和也への思いから解放させるため、「和也のいない世界での野球」を目指す様説得した。帰国直後は長旅のためか、滞在先の民族衣装を身に纏い、ヒゲと髪の毛が伸び放題だったが、以後は綺麗に剃っている。なお、ボクシングは辞め、『Cross Road』の序盤、南との会話から、チベットの格闘技を会得した模様。その後、『MIX』では、放浪の旅から帰還しヒロインの立花音美を交通事故から救うが音美はかすり傷、原田に関しては無傷という相変わらずの強靭な肉体を発揮。しかしなぜかわからないが記憶喪失になっている。
清水 文子（しみず ふみこ）
声 - 千原江理子
南と同期の新体操部員。南を強引に新体操部に勧誘した。そばかすが特徴的な元気な女の子。いつの間にか彼氏ができ、卒業後そのままゴールインしたようである。『Miss Lonely Yesterday』では既に子供がいる。
篠塚 かおり（しのつか かおり）
声 - 冨永み〜な
達也・和也・南たちが明青中学3年の時の1年生で体操部所属。新入生きっての美少女で、和也に好意を寄せており積極的に接近を試みる。ミス明青では南に一票差で2位だった。3人が高校に進学して以降登場していない。双子を最初から見分けられたり、南の好きなのが達也だと気づいていたりと、勘の鋭い少女。
坂田（さかた）
声 - 稲葉実
達也の友人。中学生の時に達也に誤って36,000円の双眼鏡を壊されたことがある。覗きが好きでエロ本を学校に持ち込む。
山倉 夏子（やまくら なつこ）
声 - 岡本麻弥
達也たちの高校1年次、野球部の練習の見学中に松平の放った打球が背中を直撃し、保健室に運ばれた女生徒。見舞いと謝罪に訪れた松平が惚れた。そのためか、練習に身が入らない松平に苦言を呈する場面がある一方、密かに小旗を持って応援する場面があるが、以後は作中には最後まで登場しなかった。
校長（こうちょう）
声 - 玄田哲章
眼鏡を掛けた太った初老の男。南がマネージャーを辞めさせられ由加に代わった時に抗議を受け入れず誤魔化したり、南を取材しに報道陣が訪れた来た時に乗り気ではない本人に和也の死を持ち出して無理やりインタビューを受けさせイメージアップに利用したり、西尾を気遣ったとはいえ柏葉の記録を意図的に隠したりするなど、悪い意味で調子の良いところがある人物。地区予選では、責任教師が「部長」としてベンチ入りしていたが劇場版『3』でマネージャー復帰を懇願した際の南のセリフから、前作『2』の女性部長に代わり、野球部長を務めていた時期があるという。
日向 小百合（ひゅうが さゆり）
演 - 安藤希（映画）
ボクシング部マネージャー。達也に好意を持つ。
矢部 ソノコ（やべ ソノコ）
演 - 若槻千夏（映画）
南の友人。原田といい雰囲気となる。
岡本（おかもと）
演 - 徳井優（映画）
体育教師
演 - 高杉亘（映画）
ボクシング部監督
演 - 渡辺哲（映画）
欽ちゃん
演 - 萩本欽一（映画）
茨城ゴールデンゴールズの監督。

## 須見工業高校
新田 明男（にった あきお）
声 - 井上和彦
演 - 福士誠治（映画）
4番打者。高校球界きっての逸材で、アイドル的な人気を誇る天才スラッガー。会社経営者の長男であり、容姿端麗、冷静で温和な性格を持ち、学業の成績も優秀。和也が他界してからの本作において、野球・南をめぐる恋愛面それぞれにおける達也の事実上最大のライバル。妹は由加。
中学時代は不良グループに在籍し野球とは無縁な生活をしており、原田とはその当時からの知り合い。原田曰く当時から大器の片鱗をうかがわせるものがあったようである。その頃の名残りなのか、よくオートバイに乗っている。当時の野球部に請われて助っ人の1番打者として和也と対戦するも3打席3三振。4打席目はまわってこない完全試合であった。それが彼にとっての初めての挫折であり、和也との再対決を目標に本格的に野球へ力を入れるようになる。そして高校1年夏の甲子園予選決勝を迎えるものの、その当日の和也の事故死により再戦が叶わなかった。ただしその出場描写はなく、映画版では対戦校は青華高校になっている。その後高校2年次に些細な偶然から達也・南と知り合う。投手として未完成ながらも和也に匹敵する才能を達也に見出し、和也との再戦という望みを達也に託すようになる。また南に対しては直接表に出さないものの恋愛感情を抱いており、南本人や達也を前にして度々思わせぶりな態度を取っている。加えて恋愛対象としてほぼ完璧なプロフィールを持っていることから、達也自身、恋愛のライバルとしても少なからず彼を意識していたようである。
自身の原点の延長である達也との勝負には特別な思い入れがあるようで、本調子ではない達也や達也に代わって先発した吉田の投球に対しては、あえて本来の実力を出さないような面もあった。しかし実力に思い上がっているというわけでは決してなく、連日家に帰る度に倒れ込むような猛練習を行い、手の平がボロボロになっている描写もある。高校3年春の甲子園決勝戦では3ランでチームの全打点を挙げるも自身のエラーにより敗退、準優勝に終わる。本人は「（甲子園に）忘れ物をしてきちまった」と後に振り返っており、以降、勝敗に対しても以前と比べて貪欲になっているようである。また普段は温厚だが、勢南高校の西村の挑発的な発言に対しては凄みを見せ付けることもあった。
2年次の練習試合と3年次夏の甲子園地区予選決勝で2度達也と試合で対戦。いずれも特大ホームランを打つ反面、三振に討ち取られており、投手と打者個人の勝負としては痛み分けに終わっている。特に地区予選決勝では延長10回、2アウト1打同点の場面で満を持して打席に立ち、本編最大の見せ場の1つを作った（この勝負で三振に討ち取られ、明青学園は甲子園行きの切符を手にすることとなる）。
恋愛面に関しては、早い段階から南の想いを優先し身を引いている。アニメ版では原作以上に熱心に接近するものの最終的に身を引く格好となった。映画版ではさらに南との関係が近づき、なお南を想う形で描かれたが、結局は南の一途な想いを優先せざるを得ない状況になった。
卒業後はプロの道に進まず、親の経営する会社へ進もうとしていることが原作版最終回に描かれている。
原田と共に、上杉達也が浅倉の彼氏だという事を見抜いていた。
友人は少ないようで、上杉を自宅に招いた時は、母親が「友達を連れてくるのは珍しい」と言っている。
アニメ版独自の続編である『Miss Lonely Yesterday』『Cross Road』では大学に進学。そこでも4番打者として六大学野球に出場、活躍しており、プロのスカウトからも注目されている。
趣味はオートバイと音楽鑑賞。
●大熊（おおくま）
声 - 稲葉実
5番・ファースト。目つきが悪く大柄。達也からは「あのツラは脇役」と侮られるが、2年生ながらパワーだけは新田にも引けをとらず、大会中の打点も新田を上回っており、彼の台頭で新田の敬遠がかなり減ったため新田からは感謝されている。決勝戦の試合中、調子の上がらない達也から2打席連続ホームランを打つものの、達也が気持ちを切り替えてからはあっさり三振に抑えられる。この前後の違いを見抜けず、新田に「来年も五番を打つか？」と窘められるがその意味を理解しかねるなど、選手としての評価のわりに冴えない人物として描かれている。
佃（つくだ）
エース。7番ピッチャー。左投げ。やや胸を突き出した投法。柏葉曰く、「味方の大量点で過保護に育った」と指摘され、実際終盤に明青に的を絞り込まれて苦戦している所で大熊のエラーに怒り動揺するものの、新田からのアドバイスで冷静さを取り戻し、後続を三振に取るという強い精神力をもつ場面が見受けられるが、決勝の試合終了後にお互いの応援席に向かう場面では、表情こそ描かれなかったが両脇を抱えられて肩を落としながら応援席へ向かっている。
金井（かない）
達也が3年時の9番レフト。
チーム唯一の2割打者。
上村
声 - 秋元羊介
監督。西尾とは学生時代の同期で、ライトのレギュラーを争って、僅差でスタメンだった。

## 勢南高校
●西村 勇（にしむら いさみ）
声 - 中尾隆聖
エースで4番打者。右投右打、変化の大きいカーブを武器とする変化球投手で、達也のライバルの1人。新体操競技を始めてスターになった浅倉南に惚れ、南につきまとう。
本編には新田明男と時を同じくして登場。新田と同じく和也亡き後の達也の主要なライバルとなる。自信家で達也や新田には何かと挑発的な態度を取るが、惚れている南に対しては一変して愛想が良くなるお調子者な一面もある。典型的な二枚目ライバルとして描写されている新田とは対照的に、三枚目的なキャラクター付けがされており、特に新田がからむ場面においてはコメディリリーフ的な扱いを受けることが多かった。移動はいつもロードレーサータイプの自転車であるが、よく転倒している。新田と南風で会ったときには「たのまれていた」と言ってサインを貰っていた。
南風に電話するものの上杉家とは下一桁違いなので何度も上杉家にかけてしまい、それを逆手に取った上杉に「ポルノ映画が良いからパチンコ屋で待ってて」と騙されて、晴子とデートする羽目になっており、当の上杉は南と映画に行ってる。
投手としての実力は本物で、2年次の春季大会ではノーヒットノーランを達成している。ライバルからの偵察も拒まない上に、ライバルにアドバイスするという一面もあるが、短気で頭に血が上りやすいので、新田から冷静さがあれば凄い投手と評されている。達也とは2年次夏の甲子園地区予選で初対戦。途中から振り出した雨の中激しい投手戦を演じ、様々なアクシデントがあったものの、明青学園を下している。しかし結果的に勝ったとはいえ、得意の内角高めのストレートにきた達也の剛速球には手が出せず悔しがっていた（チームとしても無安打に終わった）。この大会では決勝で須見工と対戦するも新田に打ち負かされて甲子園へは出場できなかったが、彼の実力は新田も認めるところとなっている。自身の投球に絶対の自信を持っており、新田さえいなかったら甲子園出場は勢南だと豪語する。柏葉からヘナチョコカーブと暴言を吐かれ、柏葉に打つためのコツを教えられた達也と1打席のみの勝負をしたことも。
小学生の頃から変化球を投げ続けていたことで肘を悪くしており、3年次夏の甲子園地区予選はそれが祟って準々決勝で負け、達也との再戦はなかった。三枚目的な立ち回りながらも達也とはライバルとして互いに認め合うようになっており、試合後達也の元を訪れ、激励と慰めの言葉を交わした（その後達也は西村を打ち崩した三光学院を相手にノーヒット・ノーランを達成する）。上杉兄弟と同様に真っ向勝負するタイプで敬遠の描写はなく、新田ですら敬遠しなかった。
試合で達也と対峙することは少なかったが、南目当てでことあるごとに達也や南の周りに登場。厚かましく南の実家である喫茶『南風』や明青学園に顔を出したり、休日前には南に電話をかけるなど積極的なアプローチを図っていたが、南には全く関心を持たれていない。勢南のマネージャーとは幼なじみで恋愛感情を持たれており、彼女の心の中や2人だけの間は「勇ちゃん」と呼ばれている。器量の悪い彼女に対して何度も「ブス」と罵るなどかなり酷い扱いをしていたが、準々決勝で敗れたのをきっかけに「素直」に彼女の想いを受け入れるようになり、決勝戦観戦の際に彼女を「ブス」と言った男達をボコボコにしてさえいる。
アニメ独自の続編である『Miss Lonely Yesterday』ではプロ野球チーム「横浜マリナーズ」に入団し、新人王を獲得するなど活躍する。だが2年目に高校時代に痛めた肘が再び悪化し最後は2軍戦でめった打ちに遭った末、引退を余儀なくされる。その際は背番号は23で、高校時代とは投法が異なるトルネード投法となっていた。
『MIX』では成人し、勢南高校監督として登場。鈴子と結婚し、息子の西村拓味（にしむら たくみ）も登場する。
劇場版には『2』のみ登場する。また、勢南のユニフォームは劇場版・アニメ共に原作と同じく縦縞に横書きの漢字表記だが、帽子の色は劇場版では濃紺、アニメではスカイブルーと分かれている。
●鈴子（すずこ）
声 - 小宮和枝
マネージャー。当初は明かされていなかったが西村とは幼馴染で「勇ちゃん」と呼ぶが、度々注意される。なにかと邪険に扱われながらも西村に対して献身的な態度を崩さず、準々決勝では西村のために恋敵と言える南に応援の一言を頼むことすらした。
『Miss Lonely Yesterday』では2軍の最後の試合後に西村が鈴子の前で号泣している。なお、鈴子という名前はここで初登場したもの。
「MIX」では勇と結婚し、拓味の母となって登場している。
監督
打順間違いを指摘するが影は薄い。
池田（いけだ）
達也二年次の勢南の控え選手。背番号は14番。試合後半、松平が2ランを放った直後、監督の指示で主審に打順の間違いをアピールする場面に登場。

## 西条高校
寺島（てらしま）
声 - 小杉十郎太
和也が1年次の時の西条高校3年生でエースで4番。和也の最大のライバル選手として描かれ、前年には明青相手にノーヒットノーランを達成。直前の春の甲子園選抜大会にも出場しベスト4へ進出した。ナンバー1の「超高校級」左腕として全国でも名が通りプロ注目の的だった。剛腕で球質は速くて重く、和也曰く「球の重さが全然違う凄いピッチャー」。佐知子曰く「なかなかの勝負師」。その年の夏の大会でも地区ナンバー1の呼び声が高く、準々決勝まで全試合で完封勝利を収め、佐知子のセリフによると前年の明青との対戦を含め幾度かノーヒットノーランの経験はあるが完全試合の経験はない。
準決勝の明青学園戦では和也の好投で多くの得点が望めないと踏んだ寺島はバントでの出塁から盗塁。ツーアウトからのエンドランと一か八かの賭けに出て執念で得点し9回2死まで大記録である完全試合ペースで投げ進むも27人目の打者・三原に本塁打を打たれ、最後は和也にサヨナラ安打を浴びて敗退した。敗戦後のインタビューで和也なら1年生で甲子園制覇も夢では無いと語る。
アニメ版では早くに両親を亡くし食堂「すきま風」を経営する親戚に妹の友子（下記）と共に引き取られており、親戚と妹のために早くからプロ志望を表明。それゆえの厳しさや冷静さがより強調されていた。
名前は最後まで出てこないまま終わったため不明。
寺島 友子（てらしま ともこ）
声 - 高橋美紀
上記、寺島の妹。不良に絡まれていたところを原田に助けられ、お礼に手編みの帽子をプレゼントした。高校進学前からの和也のファン。
アニメでは、その後西条高校との対戦まで登場。甲子園出場最後のチャンスとなる兄を応援した。なお、料理は下手なようである。他、やや天然気味の傾向がみられる。

## 甲子園出場校選手
小島 高志（こじま たかし）
甲子園を訪れた上杉に絡んできた池山田高校の選手。チーム打率4割3分の中での4番。
村内（むらうち）
甲子園を訪れた上杉に絡んできた法海大六高校の選手。
半沢（はんざわ）
甲子園を訪れた上杉に絡んできた圧商学園の選手。防御率0.43。
桐山 敏彦（きりやま としひこ）
甲子園を訪れた上杉に絡んできた尾知商業の選手。三打席連続ホームラン。
『Miss Lonely Yesterday』では、甲子園の決勝で戦った相手であり、上杉が桐山を三振にとって優勝した回想シーンがある。

## その他の登場人物
上杉 信悟（うえすぎ しんご）、上杉 晴子（うえすぎ はるこ）
声 - 千葉繁（信悟）、小宮和枝（晴子）
演 - 小日向文世（映画・信悟）、風吹ジュン（映画・晴子）
達也・和也の両親。
二人揃って明青の卒業生。夫婦仲は新婚時代同様良好であり、達也相手にいたずらを仕掛け喜ぶなどどちらもお調子者。その子供っぽい対応からしばし達也に呆れられている。和也の活躍を大変喜んでは出てくるトボけた言動が、結果として達也をぞんざいに扱ってしまうというコメディリリーフ的な存在。しかし、その実は達也・和也・南の気持ちをよく理解しており、暖かく見守っている。和也の死別後は、実子を失う悲しみに耐えつつ、生前の明るさで達也と接し、南や達也を安心させた。信悟は新聞を読む日課があり、晴子はパチンコ好きで、達也に騙された西村勇と南の代わりにデートするなどちゃっかりした一面を持つ。
●パンチ
声 - 千葉繁 / 日髙のり子（『MIX』）
上杉家と浅倉家のペット。捨てられていた仔犬を南が拾ってきたので本来の飼い主は南であるが、ほとんど達也が世話をしている。しかし、達也に対して反抗的なシーンが多々見られる（南や和也の言うことは素直に聞く）。達也は「肥満ネコ」とか「ブタネコ」と呼んでいる。鳴き声の描写は「オン」が多い。
アニメ版独自の続編である『Cross Road』で達也が所属したチームのオーナー宅で飼われているイヌも、偶然ながらパンチと同じ犬種、キャラクターデザインで、「ピンチ」という名前がついている（アフレコを担当したのも千葉繁）。
チッチ・ポッポ
原作とアニメで設定が異なる。原作ではパンチの子供。母犬は不明。アニメでは捨て犬で、パンチについてきたところを達也と南に拾われる。パンチ同様本筋にはあまり関わらないが、ポッポは新田や西村の怪我の原因となったことがある。
『Miss Lonely Yesterday』では2匹とも、鳴き声はそのままだが、パンチと全く同じ体型になり、こちらも母犬については不明だが、「カンカン・ランラン（南のセリフから）」という仔犬が増えている。
浅倉 俊夫（あさくら としお）
声 - 増岡弘
演 - 宅麻伸（映画）
南の父。喫茶「南風」のマスター。上杉夫妻とは仲が良く、温泉旅行や食事に行ったりもしている。のんびりとした人柄ながら南や達也の成長を見守る心優しき父親。達也、和也兄弟も実子のように暖かく接し、和也の死別や敗退時にも達也を人一倍気遣った。いずれは南を上杉家に嫁がせようと考えており、二人の恋の行方を見守っている。
浅倉 しのぶ（あさくら しのぶ）
演 - 生田智子（映画）
南の母。既に他界しており、原作・テレビアニメ版には登場しないが、実写映画版では回想シーンで登場する。
柏葉 英一郎（かしわば えいいちろう）
声 - 内海賢二（高2時代 - 金丸淳一）
柏葉英二郎の兄。明青高校野球部のOB。野球部在籍時はキャプテンで、当時は地区大会ベスト4まで導くも、甲子園出場は叶わなかった。英二郎とよく似た厳つい顔立ちをしているが、容姿・言動ともに整っており与える印象は異なる。
原作では、高校時代に柏葉英二郎をいじめて野球部から追い出したのは当時のキャプテンだと噂されているが、実際の首謀者はキャプテンに指示を出した柏葉英一郎だったと示される展開がある。アニメではその展開が変更され、首謀者は噂通りにキャプテンとなっている。英一郎は英二郎がいじめられた経緯を知らず、野球部を辞めて非行に走った弟を軽蔑したという設定になっている。誤解を解いた2人は気持ちを通じ合わせる。
柏葉 令子（かしわば れいこ）
声 - 高島雅羅（高2時代 - 伊藤美紀）
学生時代の英二郎が想いを寄せていた相手。その後、英一郎と結婚し、娘を1人もうける。すっかり印象が変わってしまった現在の英二郎と偶然すれ違い、それがかつて親しくしていた野球少年であることに気付いたと思わせるシーンがある。
アニメではその後も数回登場し、南の仲介を経て英一郎と英二郎の間に生じた誤解を解く橋渡し役を担っており、その際に南から英二郎が自身に想いを寄せていたのではないかと指摘されている。
柏葉 美穂（かしわば みほ）
声 - 渡辺菜生子
英一郎と令子の娘。
小坂(こさか)
声 - 郷里大輔
中学時代の由加の彼氏。バイクの運転は乱暴で川に落ちてしまうがカナヅチで上杉に放置されてしまう。喧嘩早い性格だが弱い。由加と明青に訪れた際は、上杉と原田に喧嘩を吹きかけるが1発KOされている。
住友 里子（すみとも さとこ）
声 - 浅倉亜季
人気絶頂のアイドル。明青学園が甲子園に向かう新幹線の列車内で達也と出会う。過密スケジュールに追われ自分を見失いかけており、自分のことを知らずアイドル扱いもしない達也に惹かれるようになる。彼女に向き合うことで改めて南に対する自分の気持ちを確認した達也にとって、南に愛を告白するための「越えるべき最後の山」かつ「アクセル」となる女性であり、この作品における実質的に最後のエピソードの主役である。
アニメ版では大幅にエンディングが変更されたため、最終話にテレビ画面の中でのみの登場となり、同じ新幹線に乗車している設定・描写はあるものの、物語には全く関与しない。